# Стрыйковский, Юлиан
Юлиан Стрыйковский (пол. Julian Stryjkowski), при рождении Пейсах Старк; 27 апреля 1905, Стрый, Королевство Галиции и Лодомерии, Австро-Венгрия — 8 августа 1996, Варшава) — польский писатель, журналист.

## Биография
Родился в семье хасидов. Был членом Ха-шомер ха-цаир. Окончил факультет польского языка и литературы Львовского университета, в 1932 году начал преподавать польский язык в гимназии Плоцка. В 1934 году вступил в Коммунистическую партию Западной Украины, в 1935 году был арестован, помещен в тюрьму. В следующем году освобожден, переехал в Варшаву. Служил библиотекарем, писал для газет, переводил роман Селина «Смерть в кредит» (опубл. 1937).
После оборонительной войны оказался беженцем во Львове, работал в пропагандистской польской газете «Червоны штандар». С приходом гитлеровцев бежал в Куйбышев, пытался примкнуть к армии Андерса. Попытка не удалась, он уехал в Узбекистан, работал на заводе. По настоянию Ванды Василевской был вызван в Москву, работал в коммунистической польской газете Свободная Польша. Взял псевдоним (по месту рождения), ставший после войны его официальным именем.

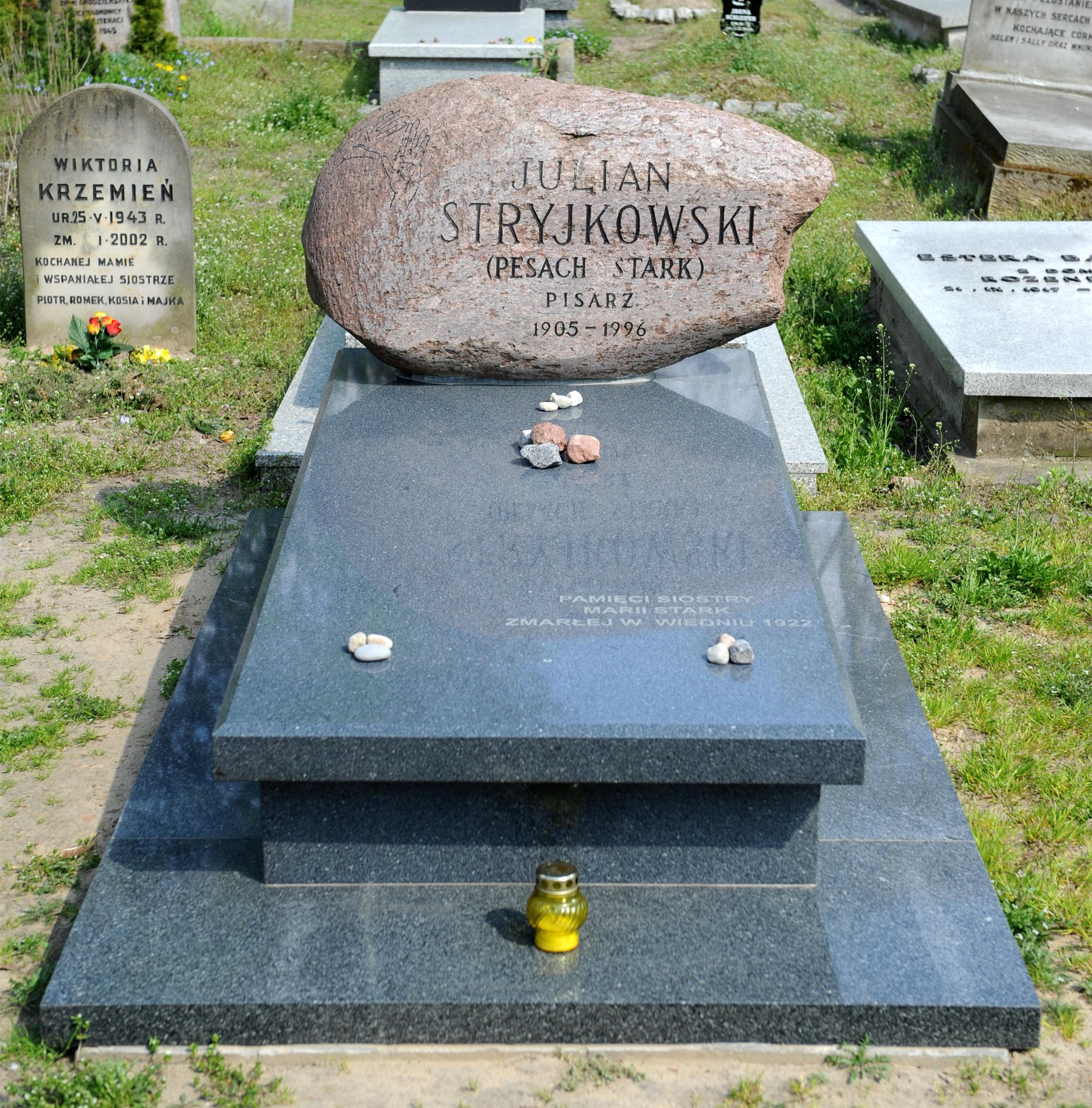
Могила Ю.Стрыйковского на Еврейском кладбище в Варшаве

Вернулся в Польшу в 1946 году. Возглавил Катовицкое отделение Польского агентства по печати. В 1949—1952 годах руководил Римским бюро агентства. За публикацию антикапиталистического романа о нищей итальянской деревне был выдворен из Италии, но получил государственную награду в Польше. Вернувшись в Варшаву, до 1978 работал редактором в отделе прозы журнала Творчество. В 1966 вышел из рядов ПОРП в знак протеста против изгнания из партии Л.Колаковского и других «несогласных». В том же году его роман Аустерия был опубликован в Мюнхене, где признан лучшей книгой года. В семидесятые годы выступал с критикой коммунистического режима в Польше, подписал протестное Письмо 59-ти, сблизился с движением Солидарность, в 1989 стал членом оппозиционного Товарищества польских писателей.

## Творчество
Автобиографические романы Голоса в темноте, Эхо, Аустерия и Сон Азраила образуют тетралогию, посвященную уходящей жизни восточноевропейских еврейских местечек на рубеже XIX—XX вв. Романы Черная роза и Великий страх передают атмосферу послевоенной Польши, адаптирующейся к коммунистическому режиму. Стрыйковскому также принадлежат несколько исторических романов, в том числе — на библейском материале.
Кроме Селина, перевел повесть Л.Леонова Взятие Великошумска (опубл. 1948).

## Произведения
- Bieg do Fragalà (1951, роман)
- Głosy w ciemności (1956, роман)
- Pożegnanie z Italią (1954, рассказы и эссе)
- Imię własne (1961, рассказы)
- Czarna róża (1962, роман)
- Sodoma (1963, драма)
- Austeria (1966, роман, экранизирован Е.Кавалеровичем в 1982, Золотой лев Польского кинофестиваля)
- Na wierzbach… nasze skrzypce (1974, рассказы)
- Sen Azrila (1975, роман)
- Przybysz z Narbony (1978, роман)
- Wielki strach (1980, автобиографический роман, издан в Лондоне; первое открытое издание в Польше — 1990)
- Tommaso del Cavaliere (1982, роман)
- Odpowiedź (1982, повесть)
- Martwa fala (1983, рассказы)
- Król Dawid żyje! (1984, роман)
- Syriusz (1984, рассказы)
- Juda Makabi (1986, роман)
- Echo (1988, роман)
- Sarna albo Rozmowa Szatana z chłopcem, aniołem i Lucyferem (1992, повесть)
- Milczenie (1993, рассказы)

## Признание
Государственная премия ПНР 1-й степени (1952), Премия имени Станислава Винценца (1986), Премия Польского ПЕН-клуба имени Яна Парандовского (1993), ряд зарубежных премий.

## Издания на русском языке
- Пришелец из Нарбонны. Симферополь: Текст-Принт, 1993.
- Аустерия/ Пер. Ксении Старосельской. М., Текст, 2010.